# ビセンテ・ペルニア
ビセンテ・アルベルト・ペルニア（Vicente Alberto Pernía, 1949年4月25日 - ）は、アルゼンチン・ブエノスアイレス州出身の元サッカー選手。アルゼンチン代表である。ポジションはDF（右サイドバック）。引退後はレーシングドライバーであった。
アルゼンチンからスペインに帰化したマリアーノ・ペルニアはビセンテの息子である。

## 経歴
1969年にエストゥディアンテス・デ・ラ・プラタでデビューし、1973年にボカ・ジュニアーズに移籍した。ボカでは3度のリーグタイトルと2度のコパ・リベルタドーレス優勝を果たした。ボカでは269試合に出場した。受けたレッドカード13枚はボカの選手としての最多記録である。1982年、CAベレス・サルスフィエルドに移籍し、1年後に引退した。

## タイトル
ボカ・ジュニアーズ
- プリメーラ・ディビシオン (アルゼンチン) : リーグ 1976N, 1976M, 1981M
- コパ・リベルタドーレス : 1977, 1978
- インターコンチネンタルカップ : 1977

## レーシングドライバー
1980年代、アルゼンチンで行われているTCやTC2000のレーサーに転向し、いくらかのレースで勝利した。2005年3月、ボカ・ジュニアーズとCAリーベル・プレートはTop Race V6のために自らのレーシングチームを準備した。ペルニアはボカ・ジュニアーズを引退してから14年ぶりに青と黄色のスーツを纏い、ギジェルモ・オルテッリやエルネスト・ベッソネらとともに参加した。